# Harold V.S. Charrington
Harold V.S. Charrington, britanski general, * 1886, † 1965.